# (5743) Kato
(5743) Kato est un astéroïde de la ceinture principale.

## Description
(5743) Kato est un astéroïde de la ceinture principale. Il fut découvert le 19 octobre 1990 à Susono par Makio Akiyama et Toshimasa Furuta. Il présente une orbite caractérisée par un demi-grand axe de 2,24 UA, une excentricité de 0,10 et une inclinaison de 3,0° par rapport à l'écliptique.

## Compléments